# Lucas van Uden

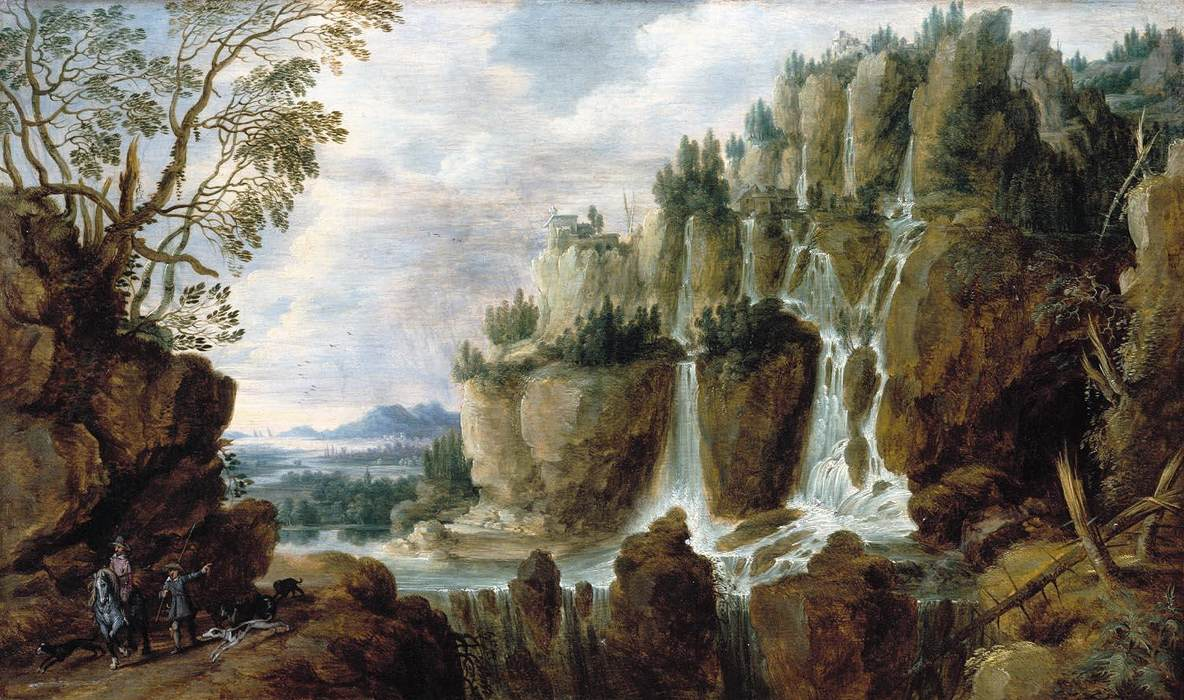
Paesaggio alpino, dipinto di Lucas van Uden.

Lucas van Uden (Anversa, 18 ottobre 1595 – Anversa, novembre 1672) è stato un pittore e incisore fiammingo specializzato in paesaggi.

## Biografia
Allievo del padre Artur, Lucas van Uden entrò a far parte della Corporazione di San Luca di Anversa nel 1626-27. Anche se non ebbe nulla a che fare con la scuola di Peter Paul Rubens, il debito verso il maestro dell'arte barocca è evidente nelle sue opere; la sua tecnica deriva inoltre da altri pittori, quali Joos de Momper e Jan Brueghel il Vecchio. 
I suoi dipinti mostrano maestose vedute, paesaggi in cui risalta il verde, in varie tonalità; in essi sono presenti piccole figure umane: pastori, viandanti o contadini. Molti dei personaggi dipinti da van Uden sono ispirati oppure sono copiati da lavori di Rubens e di David Teniers il Giovane. Per dipinti di Rubens egli eseguì sfondi con paesaggi. Sue incisioni sono conservate in molti musei.

### Opere
- Mulino ad acqua, (Anversa)
- Paesaggio (Anversa)
- Paesaggio (San Pietroburgo, Hermitage)
- Paesaggio con rocce e barche (Madrid, Museo del Prado)